# Histoire de l'agence United Press International
Fondée en 1907 et résultat de la fusion en 1958 de deux des trois plus grandes agences de presse américaines, United Press et International News Service, l'agence United Press International était jusqu'au début des années 1980 l'une des quatre grandes agences de presse mondiales. L'entreprise a ensuite traversé de graves difficultés financières puis changé d'actionnaire et de modèle économique à l'aube des années 2000, pour privilégier une diffusion d'information par internet et dans des volumes limités.

## Prémices

### Les associations de journaux concurrents de l'Associated Press

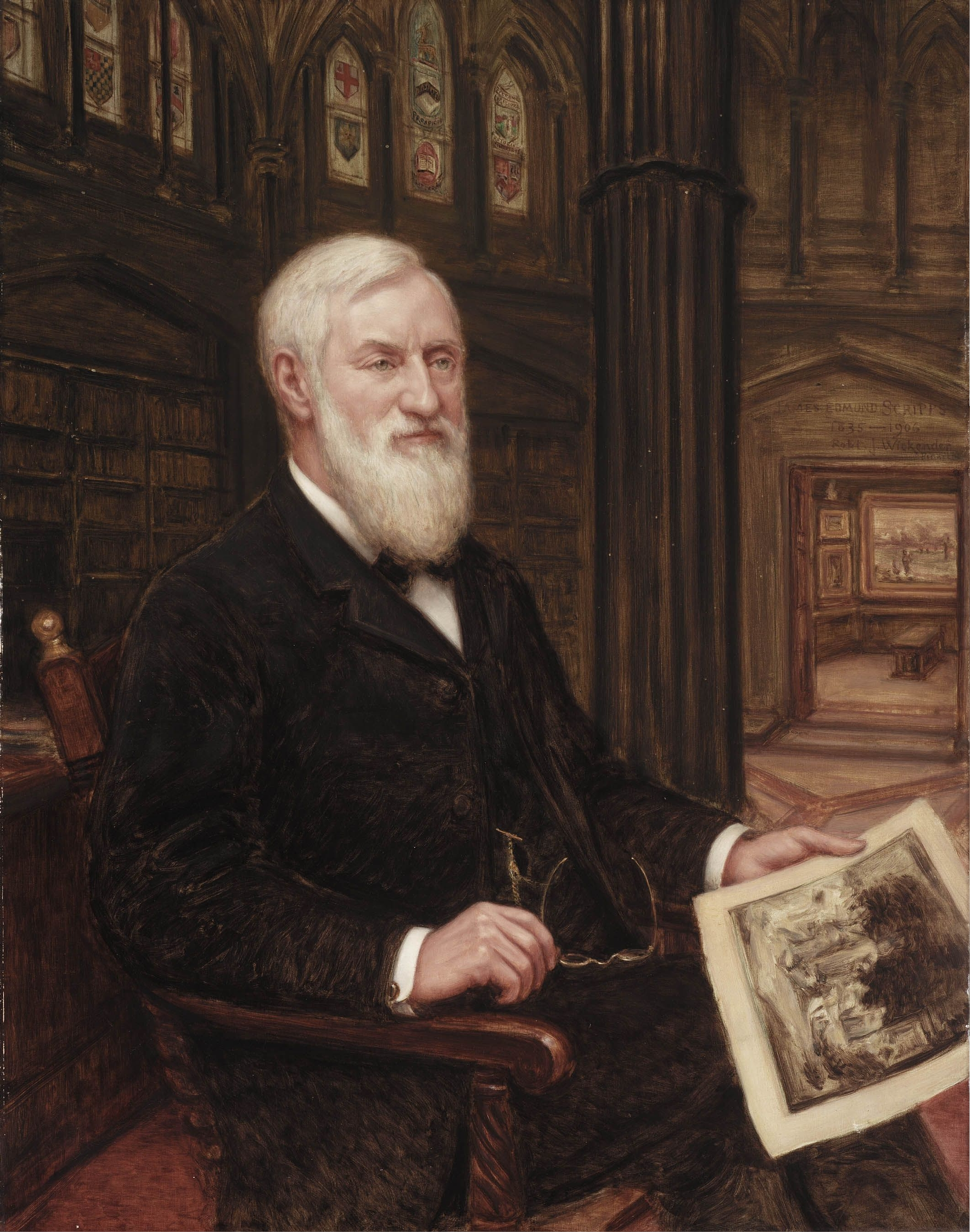
James Edmund Scripps en 1907. Il a fondé la "Ligue Scripps-MacRae" en 1889.

L'un des ancêtres de l'UPI était la "Ligue Scripps-MacRae"  fondée en 1889 par James Edmund Scripps, avec son demi-frère Edward Willis Scripps (1854 – 1926) et Milton A. McRae, le directeur du quotidien Saint-Louis Chronicle. Un peu plus tard apparait la Scripps-Blades News Association, une autre agence de presse de l'Empire de presse Scripps-Howard, fondée en 1897 dans l'Ohio par Edward Willis Scripps pour établir un lien entre des quotidiens de la côte est et de la côte ouest. Elle était en concurrence avec l'Associated Press de Chicago.
Son directeur général était Hamilton B. Clark  et son rédacteur en chef Max Balthazar. Elle vise en priorité les journaux de la côte Pacifique, région où la United Press (association), qui venait de perdre son bras de fer avec la Western Associated Press devenue Associated Press, n'était pas bien implantée.

### La jurisprudence de 1900
En 1900, la Cour suprême de l'Illinois, par l'Arrêt Inter Ocean Publishing contre Associated Press, décide qu'un journal a le droit d'être membre de deux agences de presse concurrentes, même si l'une des deux lui refuse cette adhésion. Une décision qui vise à protéger les autres agences que l'Associated Press. Cette jurisprudence désigne les agences de presse comme des services publics n'ayant pas le droit d'effectuer de discriminations entre leurs clients. Elle introduit une garantie solide aux nombreux quotidiens tentés d'utiliser les services de l'Empire de presse Scripps-Howard mais qui craignaient de subir les foudres de l'Associated Press. La décision de la Cour Suprême est la conséquence de l'action en justice du journal de Chicago Inter Ocean, membre d’AP depuis 1865, qui avait été exclu en 1898, de l'association au motif qu’il reçoit des nouvelles d’un autre service d'agence de presse.

## Fondation

### L'UP, des quotidiens de Cleveland et Detroit

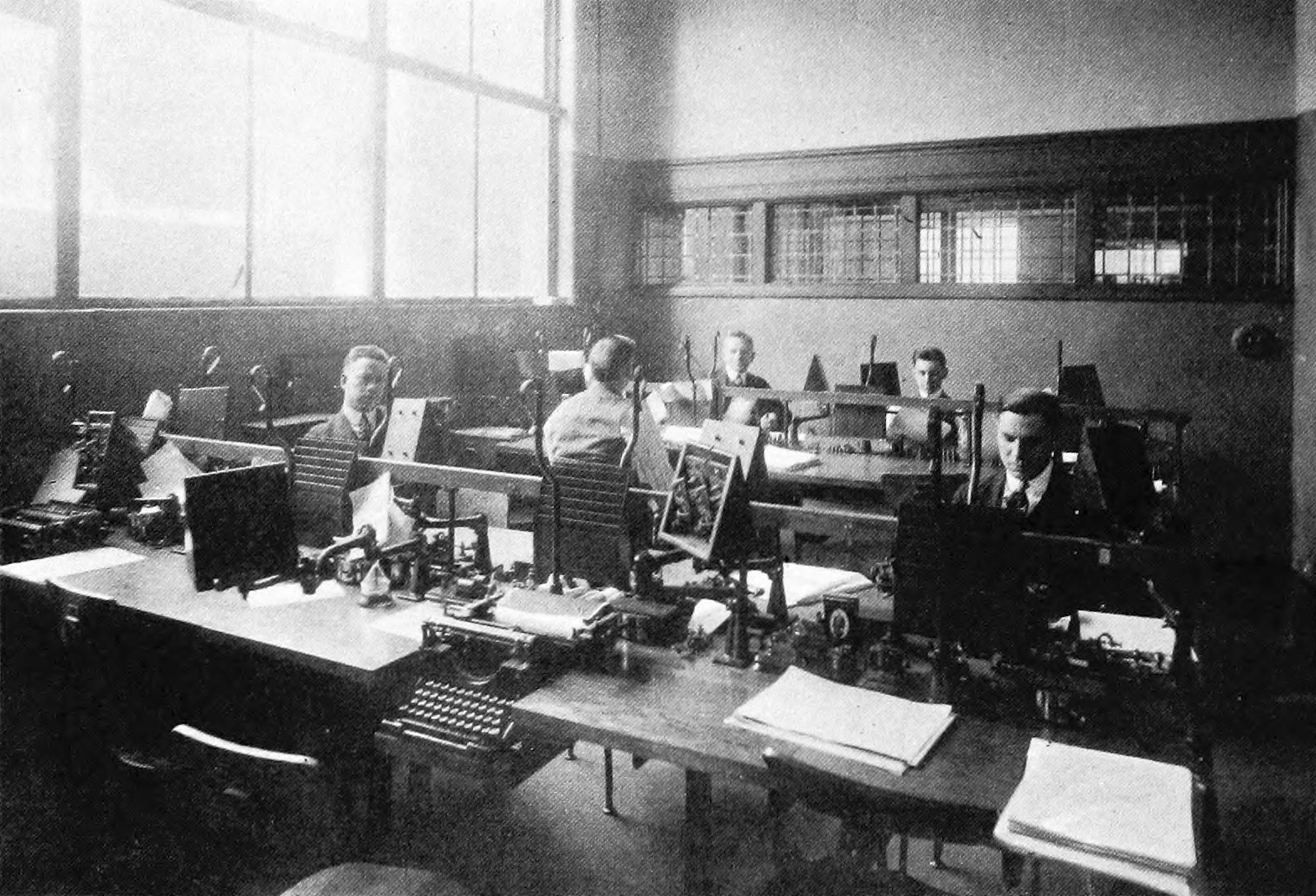
Dès 1918, The Detroit News, un des piliers de l'agence de presse, reçoit par le télégraphe près de 75000 mots par jour.

La United Press est créée en 1907 par l'éditeur Edward Willis Scripps, sous forme associative et sous le nom de "United Press Association", reprenant le nom d'une structure associative à laquelle avait adhéré en 1892 le navire-amiral du groupe de presse familial, The Detroit News, créé par son demi-frère James Edmund Scripps. Mais le nom d'usage de la nouvelle agence de presse devient très vite "United Press". Autre pilier de l'agence de presse, le journal Cleveland Press, fondé par Edward Willis Scripps sous le nom de Penny Press en 1878, puis renommé The Press en 1884, en 1889 le Cleveland Press. Dès sa création, United Press a 369 journaux clients, dont une partie seulement appartient au groupe de presse d'Edward Willis Scripps. Pour les servir, Edward Willis Scripps positionne son agence de presse comme une alternative à la toute puissante Associated Press.

### L'embauche de Row Howard chez UP
L'un des premiers dirigeants de la nouvelle agence de presse est Roy W. Howard, qui a commencé comme livreurs de journaux dans l'Indiana. Il est ensuite correspondant à New York pour les publications d'Edward Willis Scripps, et directeur du bureau de New York de la Publisher's Press Association, l'une des trois associations de journaux que l'Empire de presse Scripps-Howard va fusionner pour créer United Press. En 1908, après un entretien d'embauche dans sa propriété de Miranar, Edward Willis Scripps fait de lui le nouveau président de la United Press. Il se fait connaître comme un rédacteur en chef exigeant. Howard exigeait en effet que toute dépêche comportât, dans son premier alinéa, juste séparé par des virgules, les réponses aux Cinq w du journalisme: "who did what, where and when, and why" (qui a fait quoi, où, quand et pourquoi ?).

### La création de l'INS en 1909
Deux ans après l'UP, une troisième agence de presse américaine, l'International News Service, est créée en 1909 par le magnat américain des médias William Randolph Hearst, qui avait commencé à déployer un réseau de journalistes en Europe. D'abord conçue pour les seuls journaux du matin, elle réussit à se faire une place au soleil, grâce au grand nombre de titres détenus par William Randolph Hearst, qui lui permettent d'obtenir la taille critique.

### Les offres de Reuters
En 1912, Reuters envisage de remplacer Associated Press par une nouvelle agence, au sein de l'alliance mondiale des agences de presse et se tourne vers l'UP, qui  talonne l'Associated Press par le nombre de journaux réunis. Entre 1915 et 1917, les trois premières agences de presse américaines ont respectivement 908, 625 et 400 clients aux États-Unis, Associated Press conservant la tête mais en réunissant moins de membres que ses deux poursuivantes réunis.

## Années 1910

### Première guerre mondiale

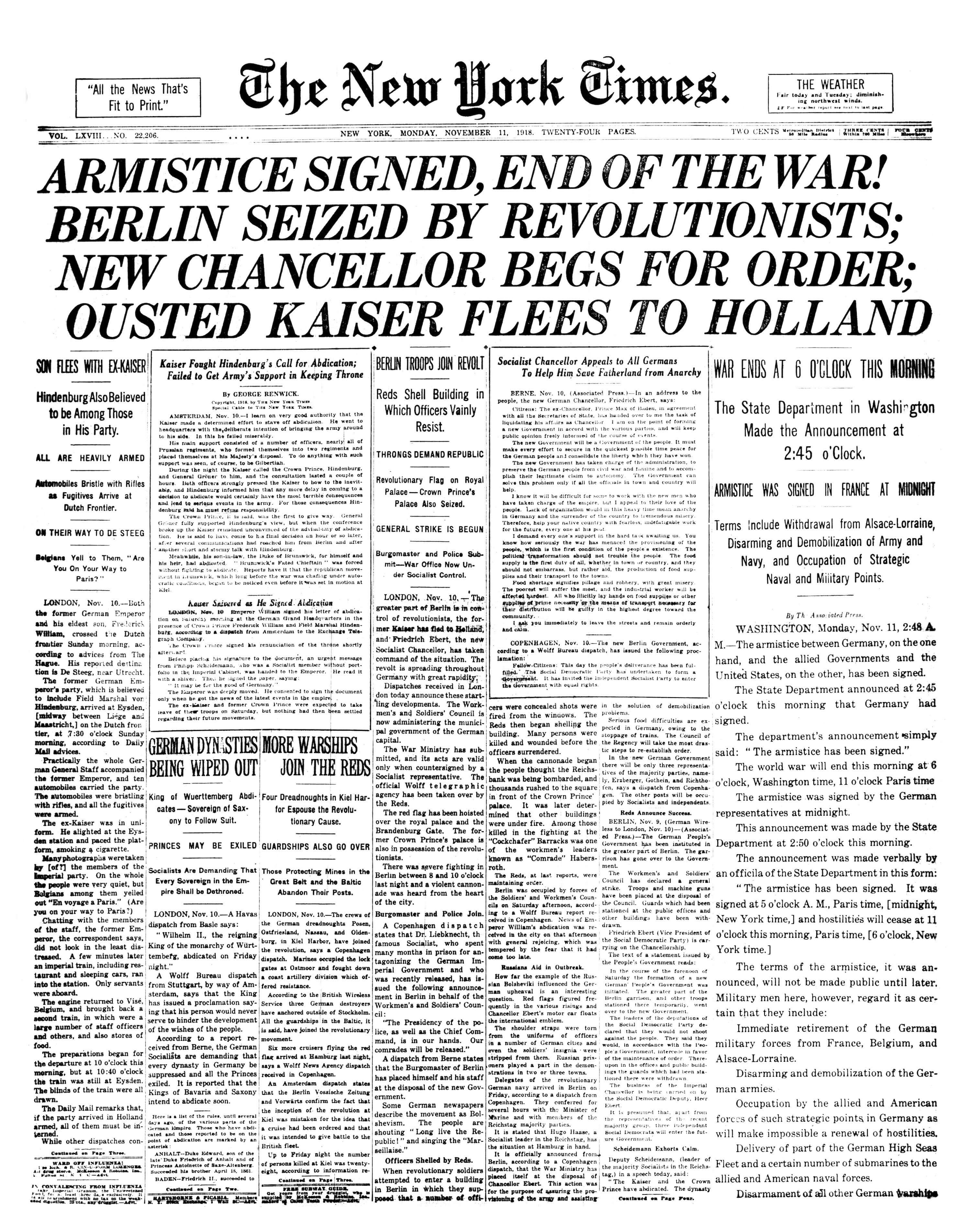
Première page du New York Times le 11 novembre 1918.

Lors de la Première Guerre mondiale, l'une des deux composantes de la future UPI a maille à partir avec les autorités européennes. En octobre 1916, la France et l’Angleterre reprochent à William Randolph Hearst son manque de neutralité car il fait ouvertement campagne contre l’entrée en guerre des États-Unis. En rétorsion, l'agence INS se voit refuser par la France et l’Angleterre l’accès aux liaisons par câbles transatlantiques. Un peu plus tôt, la revue Harper's Weekly avait enquêté, pour accuser INS d’avoir de faux correspondants en Europe, et de fabriquer de faux reportages à partir de nouvelles de l’Associated Press. William Randolph Hearst n’avait pas répondu à ces accusations. L’Associated Press lui fait un procès.

### L'annonce de la capitulation allemande
Roy W. Howard fut le premier journaliste à publier la nouvelle de l'Armistice de 1918, quatre jours avant qu'il ne soit annoncé officiellement, s'attirant les foudres de l'administration militaire car le processus pour y parvenir a été long et progressif, sur fond de situation sociale trouble en Allemagne. À partir de septembre, une série d'offensives sur les fronts d'Orient et d'Italie déclenche une première capitulation, les armistices sur les fronts d'Orient. Le 28 septembre 1918, Erich Ludendorff et Paul von Hindenburg décident d'organiser l'armistice en avertissent le kaiser Guillaume II (empereur allemand), par le  diplomate Paul von Hintze. Mais il faut attendre le 7 novembre 1918, Matthias Erzberger, représentant du gouvernement allemand, passe la ligne de front à Haudroy (commune de La Flamengrie, Aisne), vers la villa Pasques, à La Capelle pour préparer les négociations de l’armistice. Ce n'est que le 10 novembre que le nouveau chef du gouvernement allemand, Friedrich Ebert, signe un pacte avec les dirigeants de son armée et implore son négociateur de clore sans tarder.
Premier à détenir une information encore partielle, après être passé par Brest et avoir discuté avec un amiral américain, Roy W. Howard diffusera l'information en "avant-première". Toutes les procédures de vérification d'information n'auraient pas été respectées, et tous les journaux ne se firent pas l'écho de cette nouvelle, mais une énorme fête eut lieu avec des dizaines de milliers de personnes dans les rues à New York et dans une partie des États-Unis. UP sera ensuite obligé de préciser que l'armistice n'est toujours pas signé, corrigeant son rapport initial.

## Années 1920

### L'émergence des clients radio
À partir de 1920, le groupe investit dans les nouveaux médias comme la radio, en créant en particulier l'Evening News Association et la radio WWJ. La montée en puissance de ce nouveau média augmente la demande de service des agences de presse et leur permet de renouveler leur offre, avec un style encore plus direct, informatif, accessible au grand public. La radio valorise aussi la rapidité d'information des agences de presse et permet au public de comparer plus facilement les différents médias.

### Les difficultés du concurrent Reuters
Fin 1922, la United Press profite aussi des difficultés de l'Agence Reuters. Elle fonde à Montréal une nouvelle société, la "British United Press", dont la filiale londonienne est une réplique de la maison-mère, afin de viser le marché européen. En 1923, la United Press réussit une première percée en Europe, en signant un contrat avec l'agence de presse russe, l'Agence de presse Rosta, qui deviendra quelques années plus tard l'Agence Tass. Mais ce contrat est résilié au bout d'un an.

## Années 1930

### L'accord avec l'Associated Press

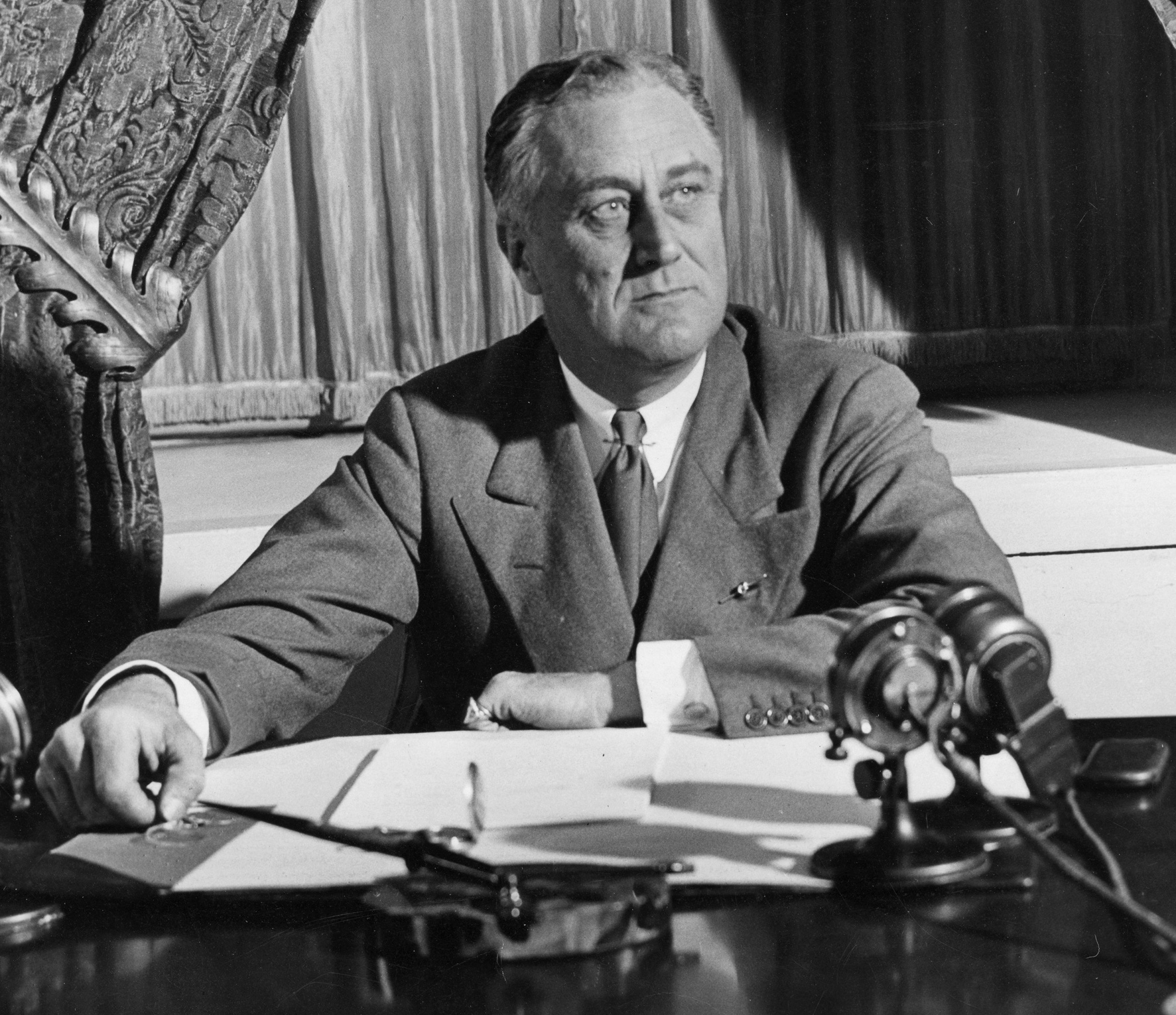
Franklin Roosevelt utilisait souvent la radio. Il a aussi encouragé le pluralisme des agences de presse aux États-Unis.

Le directeur de l'United Press dans des années 1930 est Karl Bickel, qui connait personnellement bien le président américain Franklin Delano Roosevelt. C'est grâce au soutien de ce dernier qu'il obtient un accord plaçant son agence sur un pied d'égalité, ou presque, avec l'Associated Press, la grande rivale américaine. Le 8 février 1934, Karl Bickel signe un accord avec Kent Cooper, le directeur de l'Associated Press, au Ritz de Londres. L'accord prévoit qu'aucune des deux agences ne signera plus de contrat avec aucune agence de presse européenne qui refuserait de les servir l'une et l'autre à la fois, ou même qui refuserait de servir l'International News Service, la troisième agence de presse américaine. Cet accord est resté pendant plusieurs mois secret, avant qu'Havas et Reuters n'en découvrent l'existence. 

### Les décisions d'Hugh Baillie
UPI a ensuite été dirigée de 1935 à 1955 par Hugh Baillie, qui a commencé à travailler pour le journal Los Angeles Herald, comme spécialiste des enquêtes criminelles, puis fut directeur des bureaux de l'United Press à San Francisco, Portland puis New York entre 1915 et 1920. Malgré une forte opposition de l'industrie de la presse écrite, UP a commencé à vendre des nouvelles à grande échelle aux stations de radio en 1935, des années avant que la concurrent AP ne fasse de même.
Pendant sa période de présidence, Hugh Baillie est correspondant de guerre lors du débarquement de Normandie. Au moment de sa retraite, UP avait 2 900 clients aux États-Unis et 1 500 à l'étranger.

## Années 40

### La seconde guerre mondiale
Pendant la seconde guerre mondiale, les reporters de la United Press se font connaitre par la qualité de leurs reportages et acquièrent une expérience qui sera utilisée lors des conflits de l'après-guerre, comme la Guerre de Corée. Avant la guerre, Henry Tilton Gorrell, de l'United Press, a été affecté au bureau de Rome au milieu des années 1930, mais a été expulsé du pays en 1936 en raison de ses reportages. Il fait partie du personnel de United Press à Madrid au cours de la guerre civile espagnole, où il fait connaissance avec Ernest Hemingway, puis est capturé par un équipage de char italien et expulsé. Il devient  reporter en chef de l'équipe couvrant les troupes américaines pour United Press après que les États-Unis soient entrés en guerre. Il suit l'armée britannique en Afrique du Nord et couvre un aspect très obscur de la Seconde Guerre mondiale, la révolte de l'Irak. En 1945, un autre reporter de l'United Press, Boyd Lewis, fait partie des 17 correspondants de guerre sélectionnés par l'Armée américaine pour relater la reddition allemande à Reims.

### INS investit dans la télévision en 1848
L'agence INS couvre aussi la guerre, et a plus d'un millier de journaux américains clients. En 1948, après la guerre, elle sera la première agence de presse à se lancer dans la télévision, en s'associant à Telenews Productions.

## Années 1950

### Walter Cronkite, symbole de la culture AP
Walter Cronkite a commencé au service de la United Press à Kansas City, puis a gagné sa renommée pour sa couverture de la Seconde Guerre mondiale en Europe. Il a ensuite fait partie des quelque 200 journalistes invités à assister au procès de Nuremberg. En 1950, il rejoint CBS News qui a lancé une division en forte croissance, la télévision et se fait connaitre par la couverture rigoureuse de l'élection présidentielle 1952 ainsi que les conventions républicaines et démocrates. De 1953 à 1957, Cronkite a accueilli le programme CBS « You Are There », qui traite d'événements historiques. Il fait connaitre la culture des journalistes d'UP, où se mêlent rigueur et goût de l'enquête et de la compétition, des gens qui selon lui dès le lever le matin se disent « Ceci est le jour où je vais à battre Associated Press ». 

### Le scoop des deux Corées en 1950
Dans les années 1950, les journalistes de l'agence se font connaître comme étant souvent en mesure de raconter des histoires plus rapidement que la concurrence et avec une précision identique. Le 25 juin 1950, par exemple, UP a rapporté l'invasion de la Corée du Sud par cinq divisions de l'armée nord-coréenne, à l'origine d'un conflit au rayonnement international, deux heures et quarante minutes avant sa grand rivale, l'Associated Press.
Jack James, présent à Séoul, transmet l'information de l'invasion, qui est suivie de bombardements, alors que le gouvernement américain et l'ONU n'en ont pas connaissance. À New York, Eugene Patterson et Charlie McCann, transmettent l'information aux clients après quelques secondes de réflexion, tard le samedi soir, permettant aux éditions du dimanche matin de la publier, après que Julius Frandsen, à Washington ait appelé le général Omar Bradley, un des chefs de l'US Army. Peu après, l'agence envoie immédiatement des renforts sur le terrain: Rutherford Poats et Peter Kalischer de Tokyo, Charles Moore et Glenn Stackhouse de l'équipe des reporters de guerre, avec également Ralph Teatsorth, Bob Vermillion, Doc Quigg, Joe Quinn, Robert C. Miller, Pete Webb, LeRoy Hansen, Fred Painton et Murray Moler.
Le New York Times s'est excusé plus tard auprès d'UP pour avoir refusé d'imprimer des informations sur l'invasion tant que l'Associated Press ne l'avait pas confirmée, privant ses clients d'une édition informée. Une fois la nouvelle confirmée, le quotidien new-yorkais publie le reportage de UP.

## Années 1960

### La fusion négociée en 1959 par Franck Bartholomew
En 1959, United Press fusionne avec l'agence International News Service, qui avait été créée en 1909 par l'éditeur William Randolph Hearst. Le nouveau groupe est alors baptisé United Press International (UPI). À son apogée, l'UPI a plus de 2 000 employés à temps plein, 200 bureaux dans 92 pays et plus de 6 000 abonnés des médias. La fusion est l'œuvre d'années de travail acharné par l'un de ses plus chauds partisans, Frank Bartholomew. Surnommé le "reporter-président", il a couvert à ses débuts de le séisme de 1925 à Santa Barbara, puis il a été correspondant de guerre pendant la Seconde Guerre mondiale et pendant la Guerre de Corée. Après la fusion UPI a continué d'opérer principalement sous gestion du groupe familial Scripps, et ce jusqu'en 1982.

### Le Prix Pulitzer après l'assassinat de Kennedy

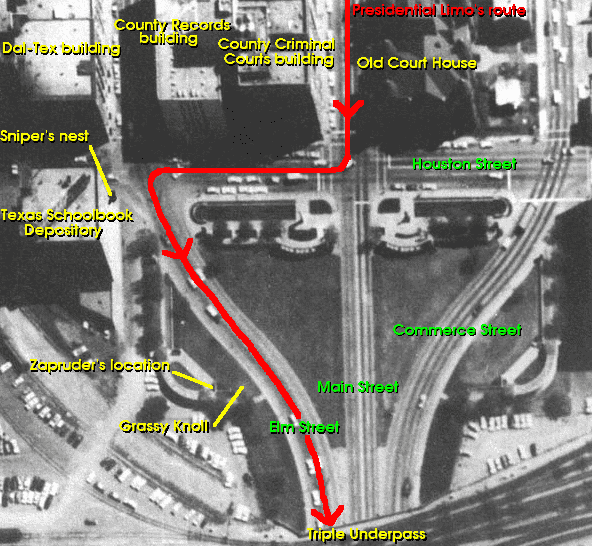
Dealey Plaza. Itinéraire du cortège présidentiel le jour de l'Assassinat de John F. Kennedy.

L'un des journalistes de l'United Press International, Merriman Smith, est le premier à donner la nouvelle de l'assassinat du président JFK en 1963, alors qu'il suit la voiture présidentielle, dans un reportage qui lui apporte le Prix Pulitzer. Merriman Smith avait couvert les présidents américains, de Franklin Delano Roosevelt à Richard Nixon et pris l'habitude de clore les conférences de presse par un « Thank You, Mr. President », tradition reprise à son décès par sa collègue de UPI Helen Thomas. Réputé pour leur passion de l'information et leur professionnalisme, les salariés et journalistes de l'UPI, qu'ils soient pigistes ou mensualisés, sont surnommés les Unipressers.

## Années 1970

### La concurrence de Reuters
Dans les années 1970, UPI subit la concurrence de l'agence britannique Reuters, qui s'implante durablement sur le sol américain et renforce des positions partout dans le monde, grâce au succès de sa gamme de services et produits d'information financière.  En 1962, le chef de l'économie chez Reuters, Michael Nelson, entend parler de spéculations sur les innovations technologiques de l'ingénieur Jack Scantlin. Il négocie avec lui à New York un accord commercial sur son nouveau service Quotron, qui offre les cours de Bourse sur un mini-boitier électronique. Faute d'entente, Reuters choisit comme partenaire en 1963 la jeune société Ultronics Systems, et son produit équivalent: Stockmaster. Trois ans après, en 1967, l'opérateur télécoms GTE fournit les lignes transatlantiques qui font le succès du produit Reuters Ultronics Report. En plus des informations européennes, Reuters propose alors aux clients américains du Stockmaster ses propres informations américaines, ce qui permet de résilier l'accord d'échange de nouvelles avec Associated Press et Dow Jones and Company. 
| Année | Effectifs Reuters au siège à Londres | Effectifs Reuters hors de l'Angleterre | Effectif total |
| 1964  | 699 personnes                        | 653 personnes                          | 1352 personnes |
| 1976  | 893 personnes                        | 1143 personnes                         | 2036 personnes |

Le chiffre d'affaires a déjà triplé en six ans, passant d'environ 3,5 millions de sterling en 1964 à 10 millions de sterling en 1970. Il est multiplié par 15 ans sur la décennie 1964-1974. La forte croissance de Reuters s'effectue progressivement, par des recrutements progressifs, hors d'Angleterre. L'effectif de Reuters progresse d'environ 50% en douze ans, entre 1964 et 1976 : 193 créations de poste en Angleterre et 480 hors d'Angleterre. Les recrutements se poursuivent après 1976. En 1971, le Money Monitor est conçu pour le marché des devises, qui n'a alors aucune existence physique. C'est un écran d'ordinateur de bonne taille, qui permet de recevoir une très grande quantité d'information. Les banques y déposent les pages entières de cours des devises qu'elles proposent à leurs clients. Lancé en 1973, il est immédiatement baptisé "Reuters Monitor", car il inclut alors aussi les cours de bourse et les matières premières.

### La décennie de la télévision
Les années 1970 voient l'activité d'UPI dans la télévision afficher une forte croissance, alors que les autres s'essoufflent. UPI avait été pionnière dans la fourniture d'un service de films d'actualités dédié aux stations de télévision aux États-Unis. Un accord entre United Press et Fox-Movietone avait été annoncé dès le 13 juillet 1948 pour vendre des films d'actualités et la BBC fut son premier client européen. En 1958, un service auxiliaire, appelé à l'origine UPI Audio, avait été créé pour les services radiophoniques. Mais Le 30 septembre 1963, UPI et Movietone avaient mis fin à leur partenariat, obligeant UPI a mettre en place une nouvelle entité juridique, UPI-Newsfilm (UNIP), employant très souvent d'anciens salariés de Movietone. UPIN a ensuite perdu aussi son contrat avec la BBC et il a fallu quatre ans pour parvenir à la remplacer par ITN et former ainsi UPITN en juin 1967. La société est entrée dans sa décennie la plus prolifique mais s'est retrouvée en proie à des difficultés financières. Dans les années quatre-vingt, UPITN a été acquise par l'American Broadcasting Company, ITN, et l'australienne "Channel 9". Le réseau a été rebaptisé Worldwide Television News (WTN).

## Années 1980

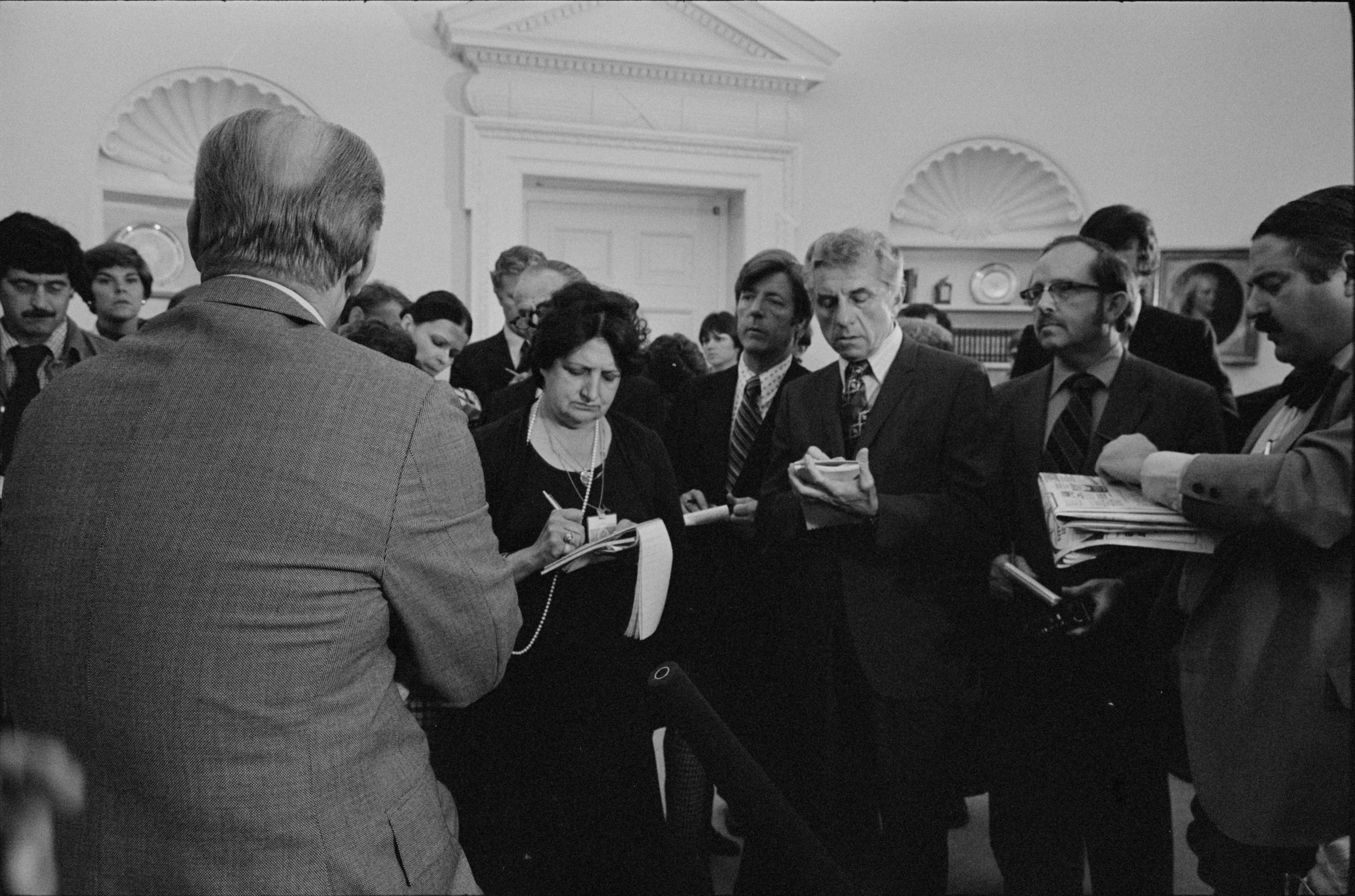
Helen Thomas lors d'une conférence de presse du président Gerald Ford à la salle de presse de la Maison-Blanche, en septembre 1976.

Dans les années 1980 et 1990, UPI souffre beaucoup des changements que subit la presse américaine et en particulier de la cessation d'activité de nombreux journaux du soir. L'agence lutte pour sa survie, casse les prix pour gagner le marché de la presse du matin et cumule 24 millions de dollars de pertes financières en six ans.
Après avoir connu 7 propriétaires différents de 1992 à 2000, UPI est rachetée par News World Communications, un groupe de presse qui possède le Washington Times. Helen Thomas, la plus célèbre des reporters de l'agence, chef de bureau à la Maison-Blanche pour UPI, démissionne le 17 mai 2000, à la suite de ce rachat, dénonçant les liens entre le Times et l'Église de l'Unification. Helen Thomas est alors devenue correspondante à la Maison-Blanche et chroniqueuse pour le syndicat King Features Syndicate (Hearst Corporation).

## Les présidents successifs de l'UPI
- 1907 à 1908 : John Filkins Vandercook
- 1908 à 1912 :
- 1912 à 1923 : Roy W. Howard
- 1923 à 1935 : Karl Bickel
- 1935 à 1955 : Hugh Baillie
- 1955 à 1962 : Frank Bartholomew
- 1962 à 1972 : A. Mims Thomason
- 1972 à 1982 : Rod Beaton
- 1972 à 1982 : William J. Small
- 1984 à 1986 : Luis G. Nogales
- 1984 à 1986 : Mario Vázquez Raña
- 1988 à 1990 : Paul Steinle